# 자자 (가수)
자자(Jiajia, 중국어: 家家, 병음: Chia-chia, 푸유마어: Auli Purepurepuan 아울리 퓨어퓨어푸안, 1983년 1월 8일~)는 대만의 가수이다.